# Pierre Gaveaux

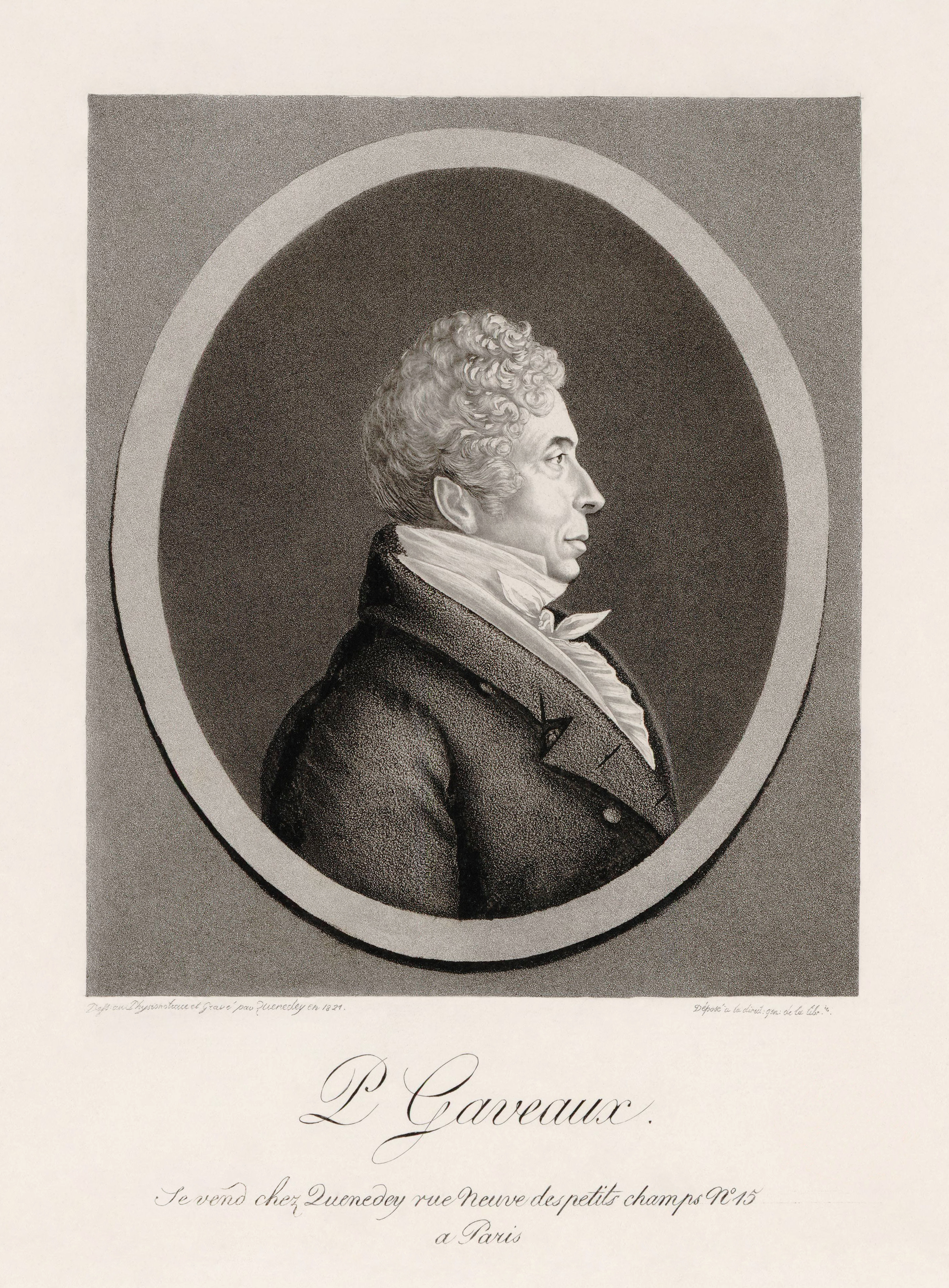
Pierre Gaveaux

Pierre Gaveaux (Béziers, 9 oktober 1761 - Charenton-le-Pont, 5 februari 1825) was een Frans zanger (tenor) en componist.

## Biografie
Vanaf zijn zevende zong Pierre in het kathedraalkoor van Béziers. Hij werd er opgemerkt door de bisschop, die hem de kans gaf een muzikale vorming te volgen.
Later werd hij eerste tenor in het koor van de Basiliek Saint-Seurin te Bordeaux. Hij vervolmaakte er zijn muziekstudies bij onder meer Franz Ignaz Beck. Hij bleef nog enkele jaren in Bordeaux als tenor en orkestleider van het "Grand-Théatre", maar trok op 26 januari naar Parijs waar hij vlug succes kende, onder meer met zijn vertolkingen in de komische opera's van Giovanni Paisiello. Hij creëerde in 1791 ook de rol van Floresky in de opera Lodoïska van Luigi Cherubini.
Met zijn eerste opera L'Amour filial (1792) behaalde hij successen in Parijs, Brussel, Rotterdam, zelfs tot in Moskou (1809). Vanwege zijn jakobijnse sympathieën, weerspiegeld in enkele van zijn liederen, kreeg hij het tijdelijk moeilijk onder het republikeins bewind. Zijn onafhankelijke geest bleek ook uit zijn lidmaatschap van de vrijmetselaarsloge.
Zijn bekendste opera Léonore ou l'Amour conjugal werd in 1798 voor het eerst opgevoerd.
Gaveaux was van 1772 tot aan zijn dood gehuwd met zangeres Émilie Gavaudan. Hij componeerde ongeveer 40 opera's, een ballet, ouvertures, romanza's en revolutieliederen.

## Zijn (voornamelijk lyrisch) werk
- L'Amour filial, 1792
- Le Paria ou La Chaumière indienne, 1792
- Les Deux Ermites, 1793
- La Partie carrée, 1793
- La Famille indigente, 1794
- Sophronime ou La Reconnaissance, 1795
- Delmon et Nadine, 1795
- La Gasconnade, 1795
- Le Petit Matelot ou Le Mariage impromptu, 1796
- Lise et Colin ou La Surveillance inutile, 1796
- Tout par hasard, 1796
- Céliane, 1796
- Le Mannequin vivant ou Le Mari de bois, 1796
- Le Traité nul, 1797
- Sophie et Moncars ou L'Intrigue portugaise, 1797
- Léonore ou L'Amour conjugal, 1798
- Le Diable couleur de rose ou Le Bonhomme misère, 1798
- Les Noms supposés ou Les Deux Jockeys, 1798
- Le Locataire, 1800
- Le Trompeur trompé, 1800
- Ovinska ou Les Exilés de Sibérie, 1801
- Le Retour inattendu, 1802
- Un quart d'heure de silence, 1804
- Le Bouffe et le tailleur, 1804
- Avis aux femmes ou Le Mari colère, 1804
- Trop tôt ou Le Projet manqué, 1804
- Le Mariage inattendu, 1804
- Le Diable en vacances ou La Suite du diable couleur de rose, 1805
- L'Amour à Cythère, 1805
- Monsieur Des Chalumeaux, 1806
- L'Échelle de soie, 1808
- La Rose blanche et la rose rouge, 1809
- L'Enfant prodigue, 1811
- Pygmalion, 1816
- Une nuit au bois ou Le Muet de circonstance, 1818

- Biblioteca Nacional de España: XX1639328
- Bibliothèque nationale de France: cb12493920t (data)
- Gemeinsame Normdatei: 116469196
- International Standard Name Identifier: 0000 0001 2127 4383
- Library of Congress Control Number: n90670393
- Nationale Bibliotheek van Letland: 000305352
- MusicBrainz: 43e21c0e-f4a2-43d2-94c0-0bf9257dc320
- Nationale Bibliotheek van Tsjechië: mzk2009511638
- Nationale Bibliotheek van Israël: 987007261516605171
- Nederlandse Thesaurus van Auteursnamen: 070282420
- Istituto Centrale per il Catalogo Unico: INTV041499
- LIBRIS: 213340
- SNAC: w6fn1j1v
- Système universitaire de documentation: 034152598
- Virtual International Authority File: 34561588
- WorldCat: E39PBJfRFJ4Hd3CRv4J8KCyKh3